# Bathysolea
Bathysolea è un genere di pesci ossei marini appartenente alla famiglia Soleidae.

## Distribuzione e habitat
Le quattro specie del genere vivono nell'Oceano Atlantico orientale e nell'Oceano Indiano occidentale. B. profundicola è presente anche nel mar Mediterraneo. Vivono a profondità più elevate rispetto agli altri Soleidae, B. profundicola si può considerare un vero e proprio pesce abissale visto che è stata catturata fino a 1350 metri.

## Specie
- Bathysolea lactea
- Bathysolea lagarderae
- Bathysolea polli
- Bathysolea profundicola[1]